# Semera
Semera ou Samara est le centre politique et administratif de la région Afar en Éthiopie. Elle accueille toutes les institutions du pouvoir politique fédéral (Parlement local, Cour Suprême de la région, siège de la présidence régionale, université régionale). Elle compte 3 687 habitants au recensement de 2011 et se trouve à 433 mètres d'altitude.
Semera a été choisie depuis 2007 – à la place d'Assayta – sur la base des critères exclusivement géographiques, car elle se trouve à équidistance des différentes zones administratives de l'État régional Afar en Éthiopie. Semera est donc le centre géographique de la région Afar de l'Éthiopie, et sur l'axe routier majeur qui relie l'Éthiopie au port de Djibouti.
Semera abrite depuis 2010 l'un des plus importants dry ports aménagés dans des régions vitales pour le développement de l'économie éthiopienne.
Plusieurs axes routiers sont aménagés dans cette région Afar d'Éthiopie en raison de son importance stratégique pour les transports et les communications maritimes du pays en particulier à travers le port sécurisé de Djibouti.
Le changement de leadership en 2015 a apparemment stimulé le développement de Samara. Parmi les réalisations on peut citer : la construction des nouveaux hôtels, le bitumage des voies publiques, la construction d'habitations, le palais du peuple, le stadium, l'aéroport international. Ces infrastructures ont permis l'organisation à Samara du festival culturel éthiopien des nations et nationalités le 8 décembre 2017.